# Svazijština
Svazijština je bantuský jazyk, který se mluví v Jihoafrické republice a Svazijsku. V Jihoafrické republice jde o mateřský jazyk 2,06 % populace starší 15 let (k roku 2015). Patří do skupiny jazyků Nguni, která zahrnuje také zuluštinu, xhoštinu a jižní ndebelštinu, tyto jazyky jsou si podobné.

## Ukázka
Deklarace lidských práv:

### Svazijština
| „ | Bonkhe bantfu batalwa bakhululekile balingana ngalokufananako ngesitfunti nangemalungelo. Baphiwe ingcondvo nekucondza kanye nanembeza ngakoke bafanele batiphatse futsi baphatse nalabanye ngemoya webuzalwane. | “ |

### Čeština
| „ | Všichni lidé rodí se svobodní a sobě rovní co do důstojnosti a práv. Jsou nadáni rozumem a svědomím a mají spolu jednat v duchu bratrství. | “ |